# باوانگ گورنگ
باونگ گورنگ (انگلیسی: Bawang goreng) یک چاشنی ترد شالت سرخ شده اندونزیایی است که معمولاً روغن‌پزی عمیق می‌شود و یک گارنیش محبوب برای پاشیدن روی غذاهای مختلف در آشپزی اندونزیایی است. باوانگ گورنگ کاملاً شبیه پیازداغ ترد است.

## عناصر
در مقایسه با پیاز، شالت از نظر اندازه بسیار کوچکتر است و رنگ شدیدتری دارد. قرمز مایل به ارغوانی، که در اندونزی به‌طور محلی به عنوان bawang merah (به روشنی "پیاز قرمز") شناخته می‌شود. شالت به صورت نازک برش داده می‌شود و در روغن پخت و پز فراوان سرخ می‌شود تا طلایی شود. آنها اغلب در یک شیشه محکم برای استفاده بعدی قرار می‌گیرند.

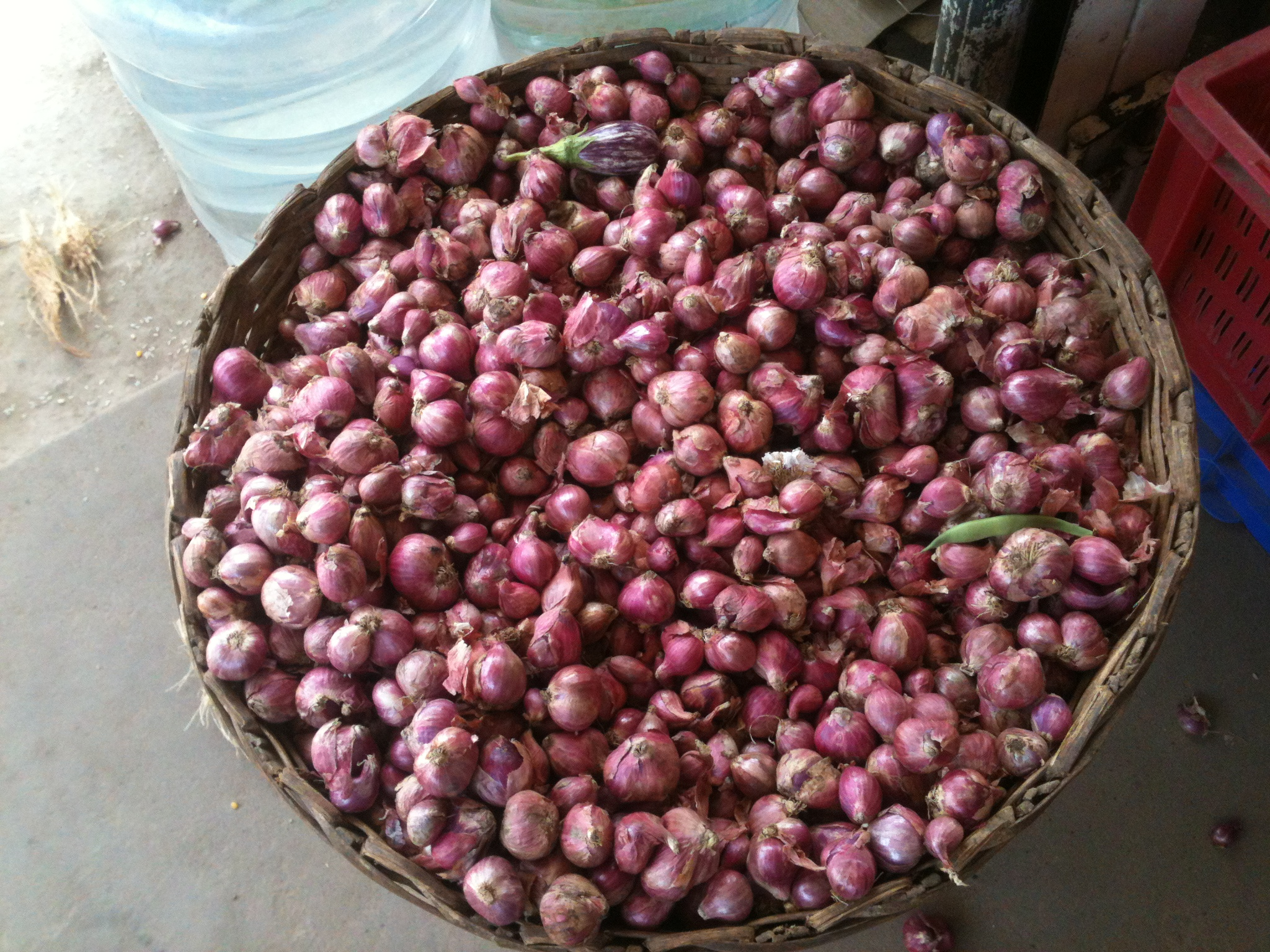
فروش شالت‌ها در بازار سنتی
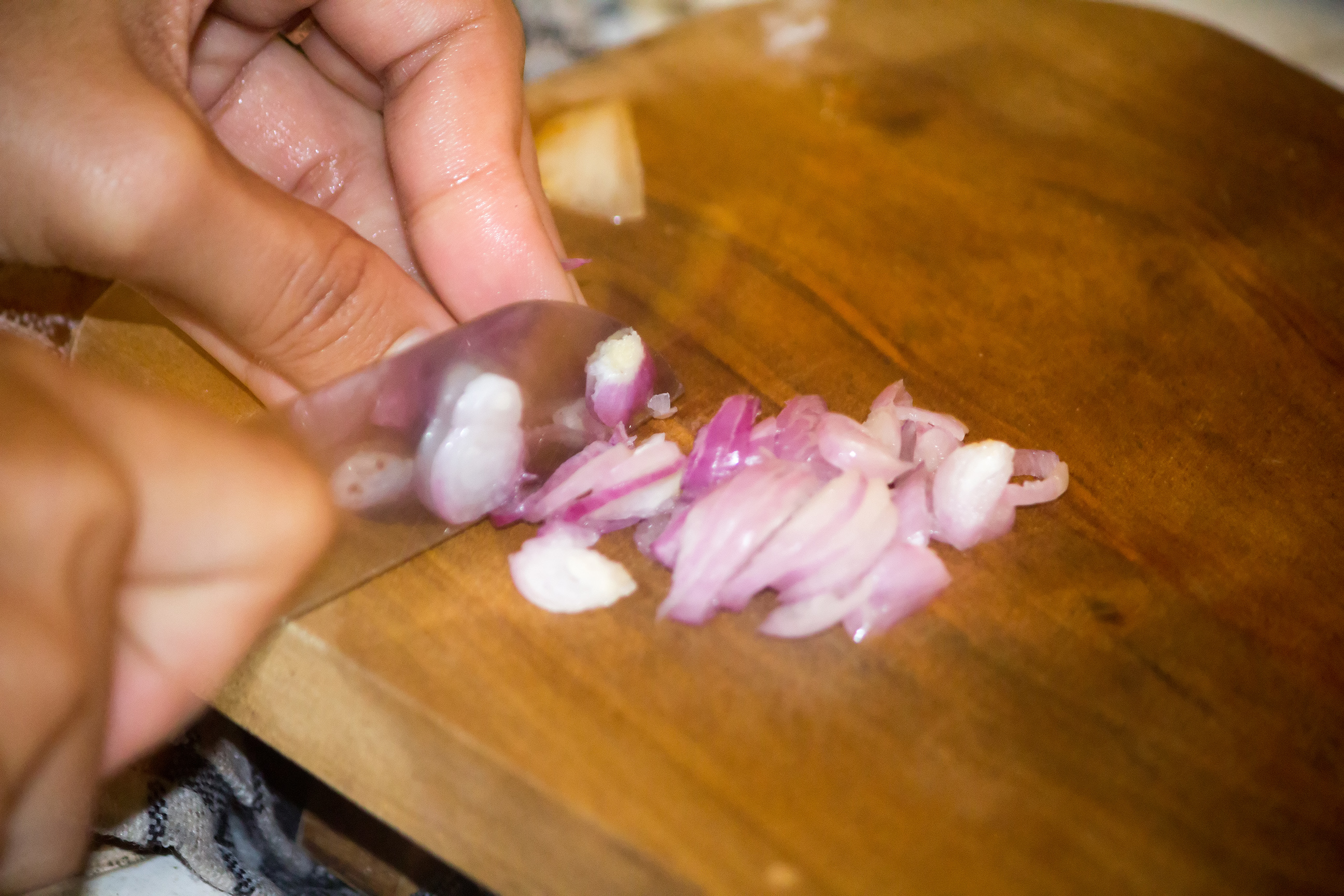
خرد کردن نازک شالوت
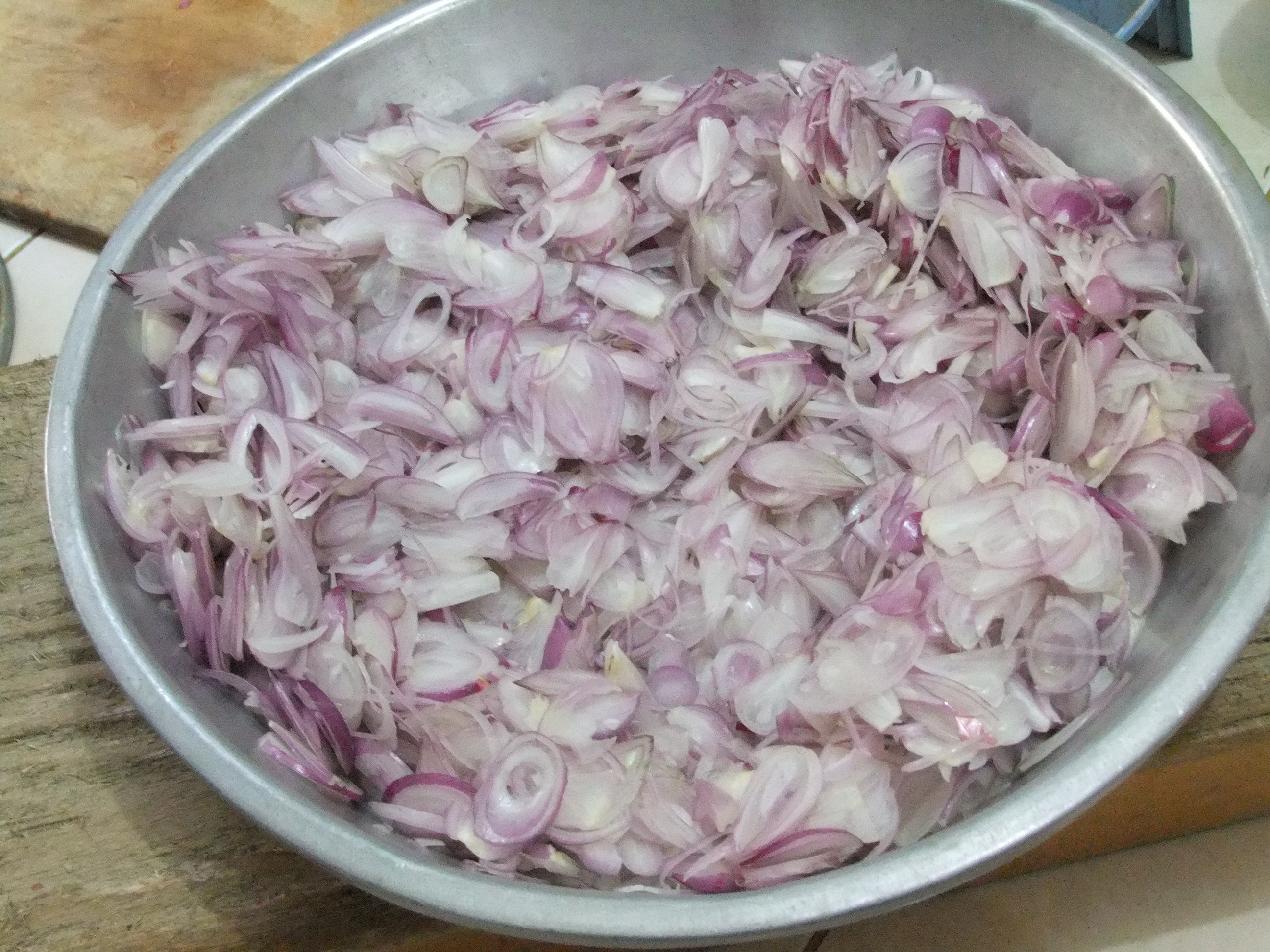
شالت‌های خرد شده آماده برای سرخ کردن
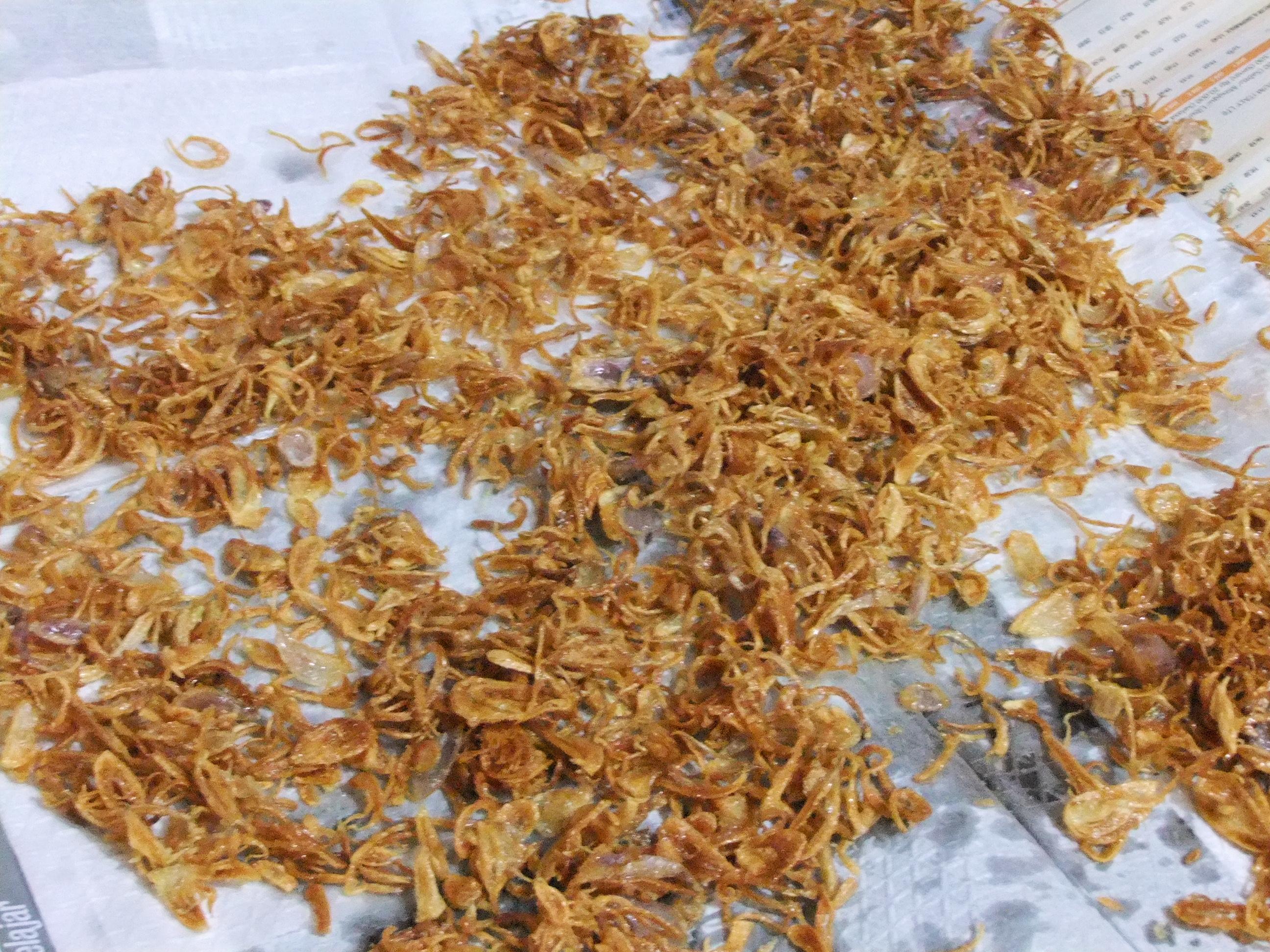
شالت‌های سرخ شده ترد باوانگ گورنگ آماده استفاده
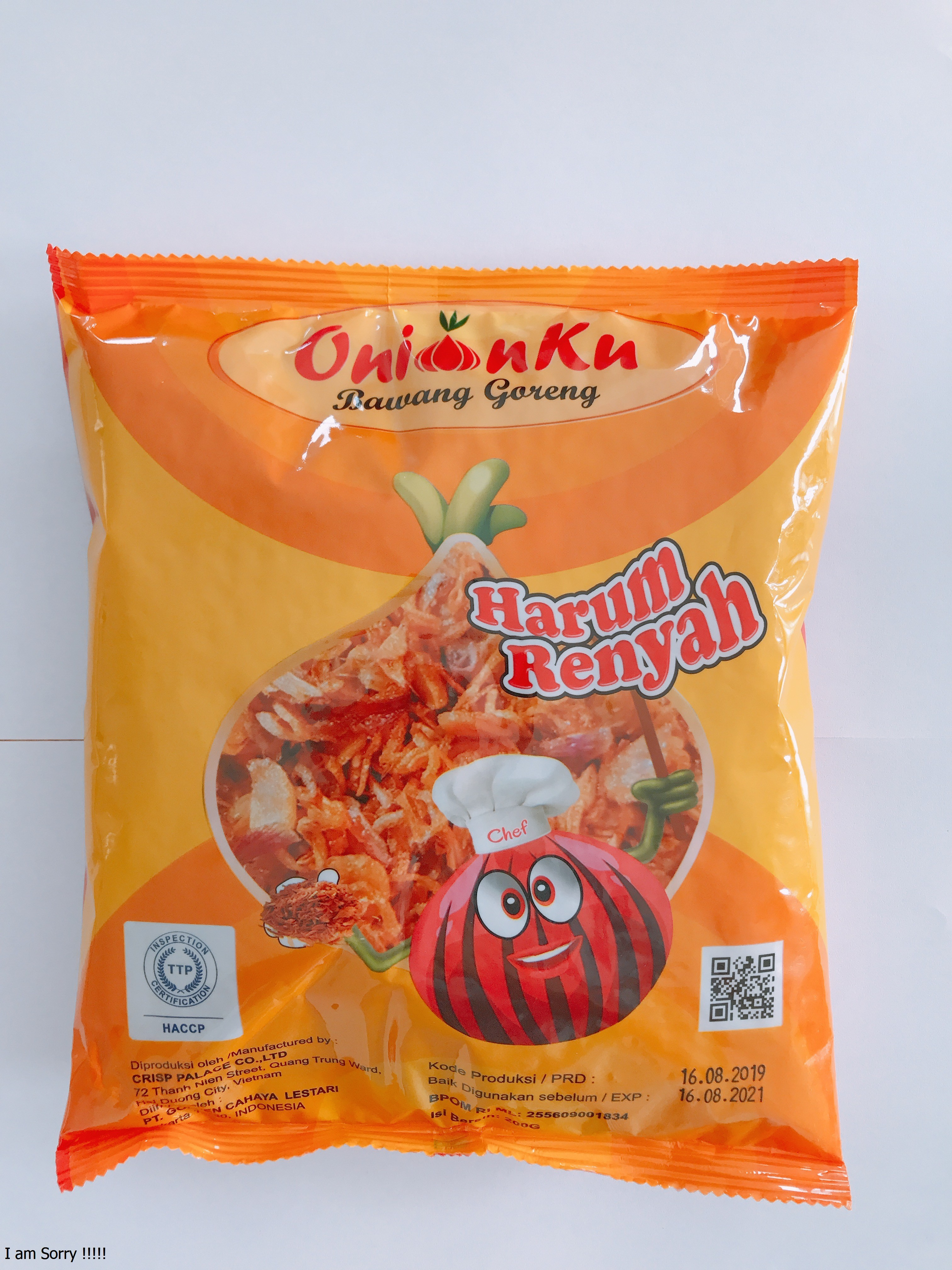
باوانگ گورنگ آماده استفاده از پیش بسته بندی شده است

## موارد استفاده
باوانگ گورنگ طعم کمی تلخ و در عین حال خوش طعمی دارد. شالوت سرخ شده ترد را اغلب به عنوان چاشنی و همچنین گارنیش روی برنج بخارپز، برنج با نارگیل معطر، ناسی گورنگ، ساتای، سوتو، گادو گادو، بوبور ایام و بسیاری از غذاهای دیگر می‌پاشند. از آنها برای سبزیجات سرخ شده، سوپ، خورش، کاری، رشته فرنگی، برنج و سالاد به عنوان تاپینگ استفاده می‌شود. شالت سرخ شده باوانگ گورنگ از پیش بسته‌بندی شده در سوپرمارکت‌ها و فروشگاه‌های مواد غذایی در اندونزی و همچنین در فروشگاه‌های مواد غذایی آسیایی در خارج از کشور موجود است.

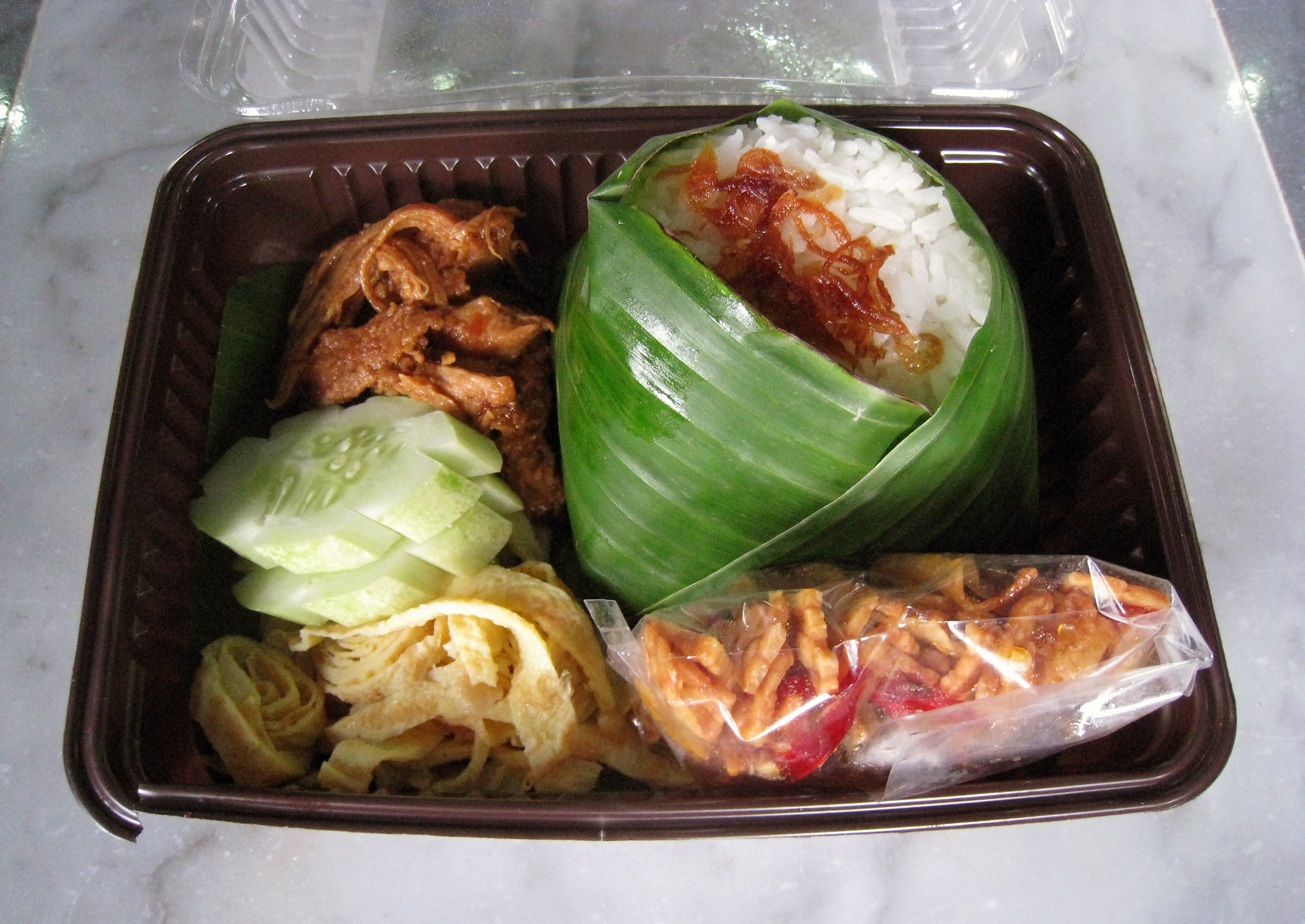
برنج نارگیل معطر ناسی اودوک با باوانگ گورنگ
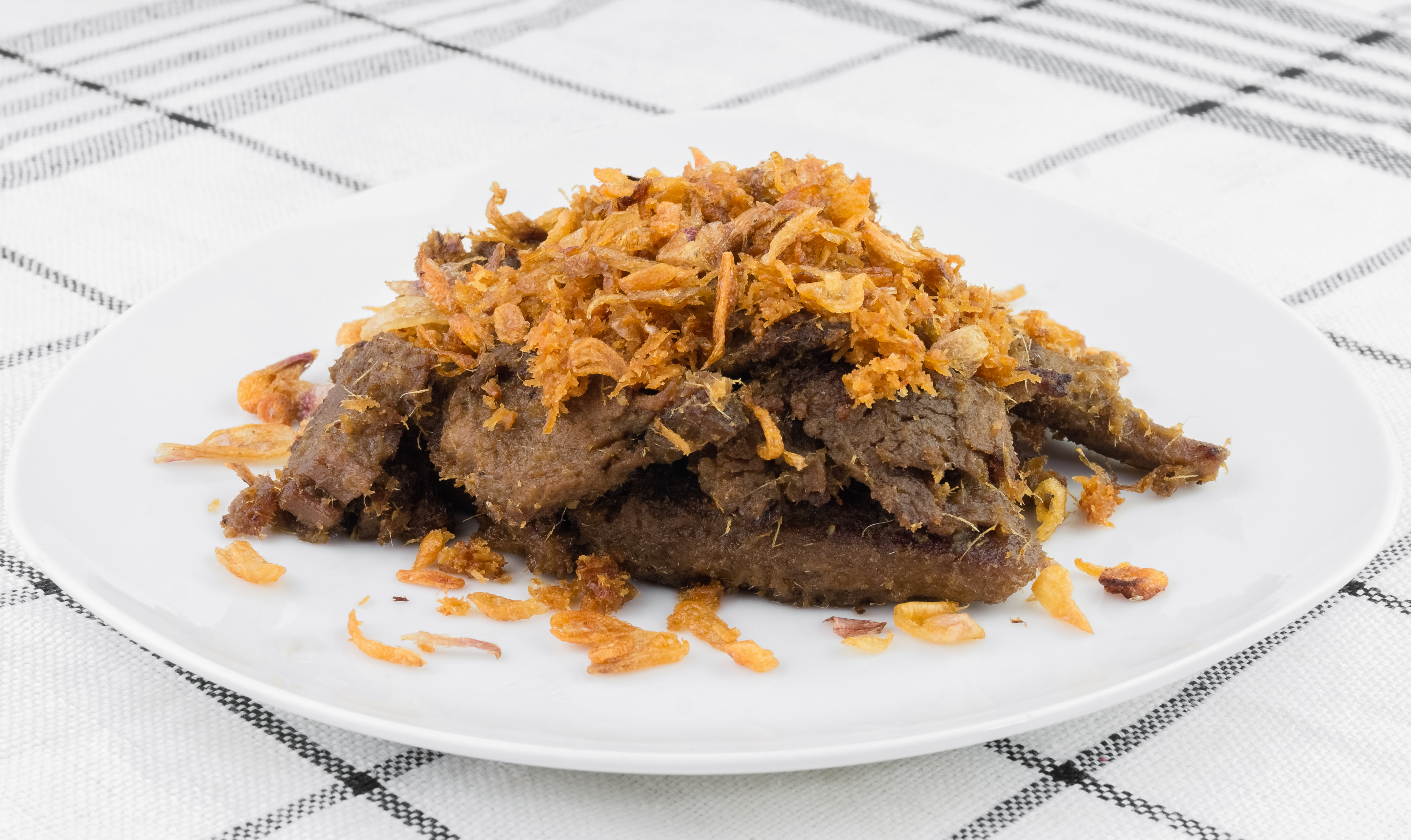
گوشت گاو شیرین گپوک با باوانگ گورنگ
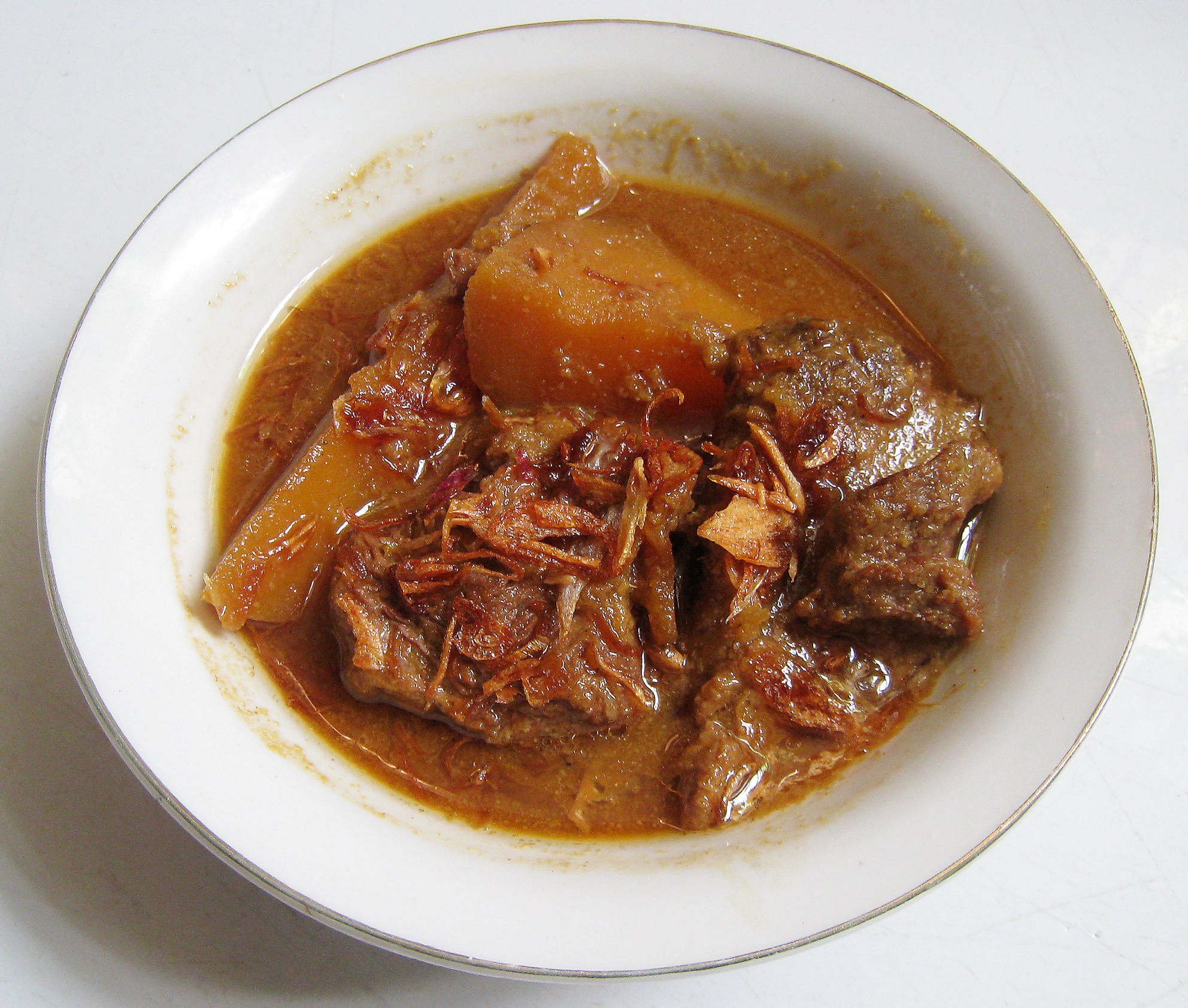
خورش گوشت گاو سمور با باوانگ گورنگ
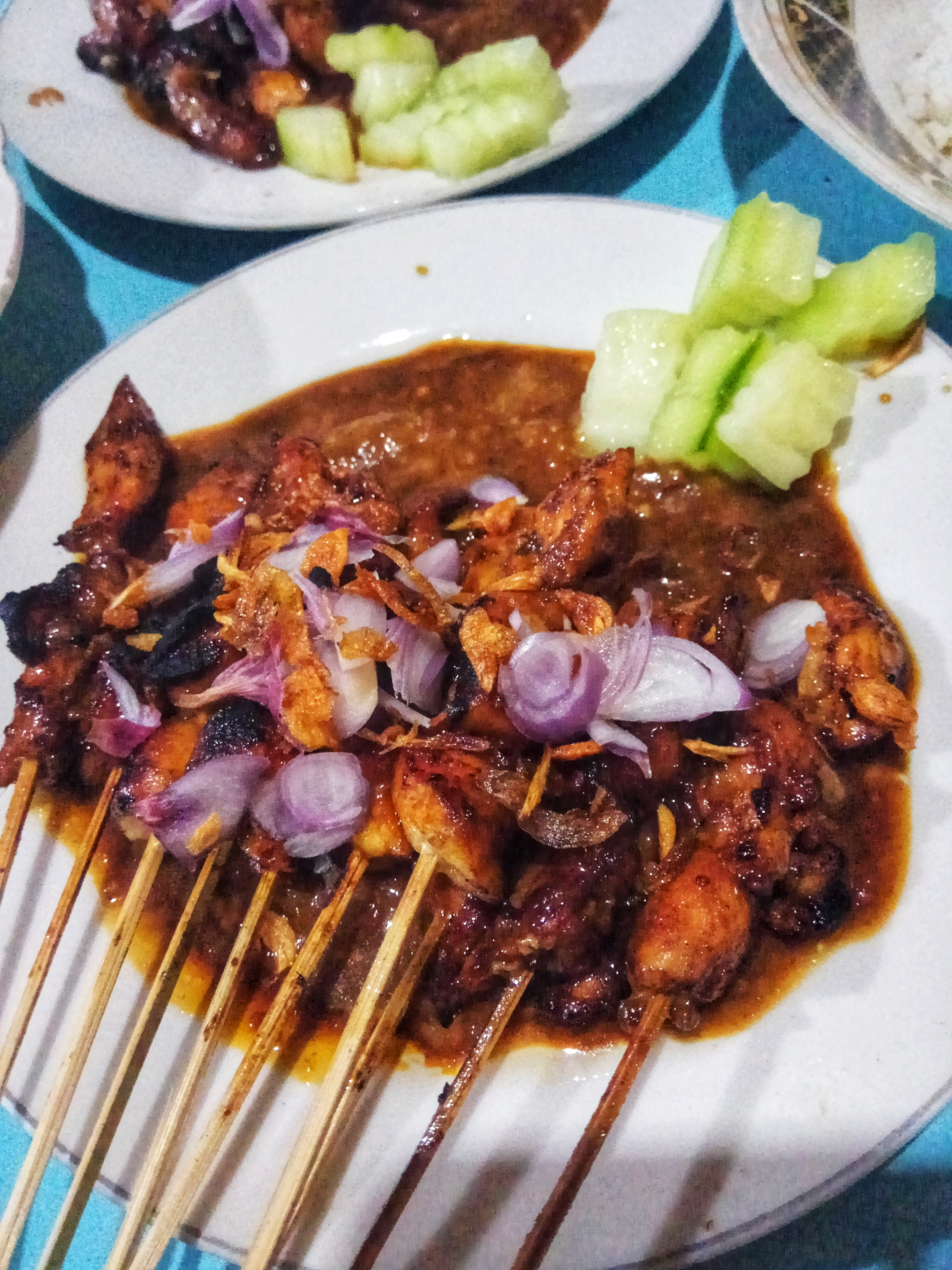
ساتای مرغ با باوانگ گورنگ
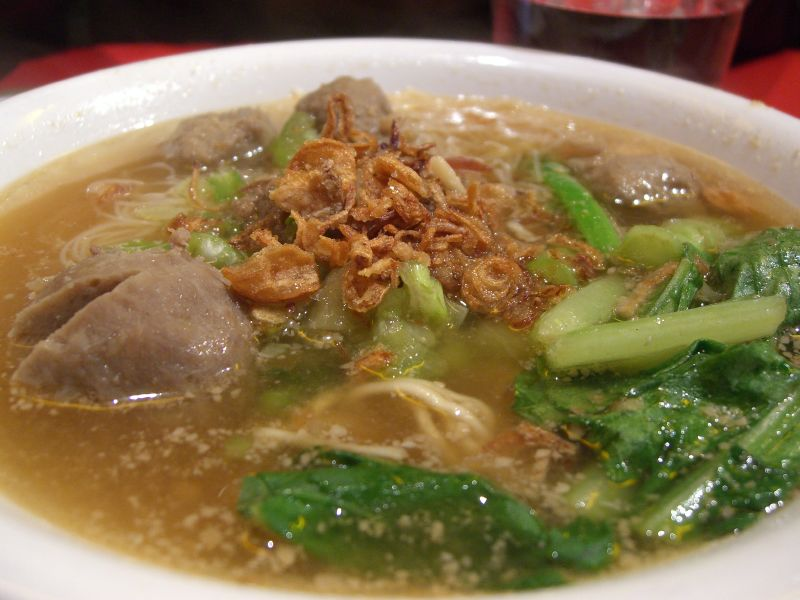
سوپ کوفته باکسو با باوانگ گورنگ